# Top 14 2007-08
El Campeonato de Francia de Rugby 15 2007-08 fue la 109.ª edición del Campeonato francés de rugby.
El campeón del torneo fue el equipo de Toulouse quienes obtuvieron su décimo séptimo campeonato.

## Posiciones
|    | Equipo         | J  | G  | E | P  | PF  | PC  | PD   | PB | Pts |
| -- | -------------- | -- | -- | - | -- | --- | --- | ---- | -- | --- |
| 1  | Clermont       | 26 | 20 | 0 | 6  | 773 | 380 | 393  | 16 | 96  |
| 2  | Toulouse       | 26 | 19 | 0 | 7  | 723 | 394 | 329  | 15 | 91  |
| 3  | Stade Français | 26 | 18 | 0 | 8  | 617 | 417 | 200  | 8  | 80  |
| 4  | Perpignan      | 26 | 17 | 2 | 7  | 531 | 392 | 139  | 7  | 79  |
| 5  | Castres        | 26 | 15 | 0 | 11 | 564 | 524 | 40   | 9  | 69  |
| 6  | Biarritz       | 26 | 13 | 1 | 12 | 385 | 339 | 46   | 12 | 66  |
| 7  | Montauban      | 26 | 13 | 0 | 13 | 420 | 446 | -26  | 11 | 63  |
| 8  | Montpellier    | 26 | 14 | 0 | 12 | 426 | 490 | -64  | 5  | 61  |
| 9  | Bayonne        | 26 | 11 | 1 | 14 | 457 | 535 | -78  | 8  | 54  |
| 10 | Bourgoin       | 26 | 10 | 2 | 14 | 453 | 526 | -73  | 8  | 52  |
| 11 | Brive          | 26 | 10 | 0 | 16 | 425 | 514 | -89  | 11 | 51  |
| 12 | Albi           | 26 | 9  | 1 | 16 | 415 | 549 | -134 | 10 | 48  |
| 13 | Dax            | 26 | 6  | 1 | 19 | 314 | 645 | -331 | 8  | 34  |
| 14 | Auch           | 26 | 3  | 0 | 23 | 336 | 688 | -352 | 7  | 19  |

### Semifinal
| 21 de junio de 2008 | Clermont | 21 - 7 | Perpignan |  |  |

| 22 de junio de 2008 | Toulouse | 31 - 13 | Stade Français |  |  |

### Final
| 28 de junio de 2008 | Clermont | 20 - 26 | Toulouse | Stade de France, París |  |

| Bandera de Francia    |
| Campeón Toulouse      |
| Décimo séptimo título |